# Nationale Informationsstelle zum Kulturerbe
Die Nationale Informationsstelle zum Kulturerbe NIKE ist ein schweizerischer Verein, dessen Ziel die Erhaltung materieller und immaterieller Kulturgüter in der Schweiz ist. Der Sitz der Geschäftsstelle ist in Bern.
41 Fachverbände und Organisationen, denen 92'000 Mitglieder angehören, bilden den Verein. Als Dienstleistungszentrum im Bereich der Kulturgütererhaltung vernetzt die NIKE die Fachleute und organisiert fachspezifische Weiterbildungen. Sie macht politische Behörden, Medien und die breite Öffentlichkeit mit der gesellschaftlichen Bedeutung und den vielfältigen Anliegen der Kulturgütererhaltung vertraut. Als eine der vier Partnerorganisationen von Alliance Patrimoine setzt sie sich auf politischer Ebene für das kulturelle Erbe ein.
Der Verein koordiniert auf nationaler Ebene die Europäischen Tage des Denkmals, die European Heritage Days in der Schweiz und gibt das NIKE-Bulletin heraus, das jährlich fünf bis sechs Mal in einer Auflage von ca. 2400 Exemplaren erscheint.
Zum 26. März 2025 wird der Verband umbenannt zu Netzwerk Kulturerbe Schweiz.